# Fußball in Bolivien

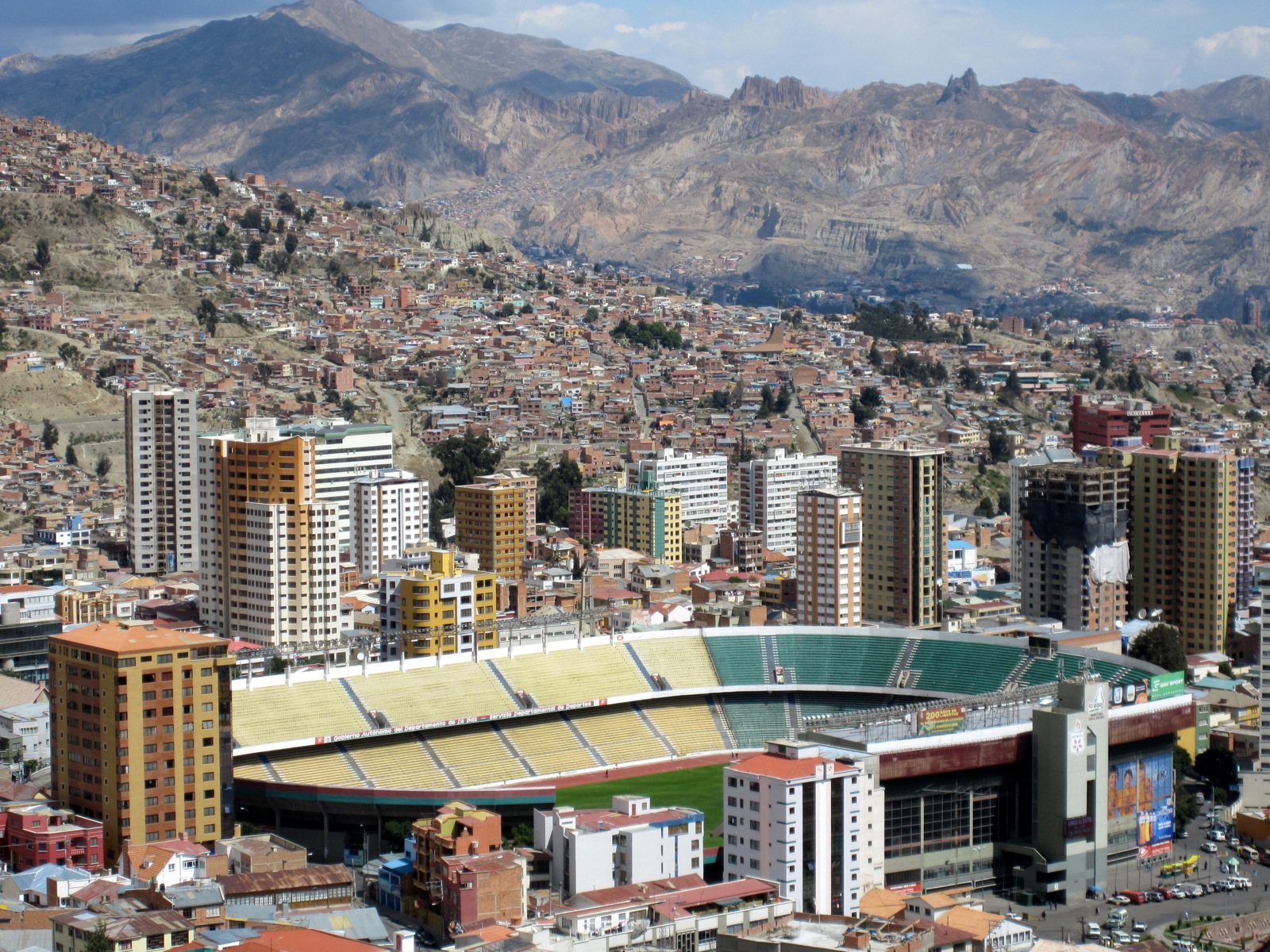
Das Estadio Hernando Siles ist eines der höchstgelegenen Stadien weltweit.

Der Fußball in Bolivien entwickelte sich bereits im ausgehenden 19. Jahrhundert, als am 26. Mai 1896 in der Stadt Oruro mit Oruro Royal der erste bolivianische Fußballverein gegründet wurde. Die beiden bedeutendsten Vereine des Landes, der Rekordmeister Club Bolívar und sein Erzrivale Club The Strongest, sind in der Hauptstadt La Paz beheimatet und teilen sich als Heimspielstätte das Estadio Hernando Siles, eines der höchstgelegenen Stadien weltweit. Die größten Erfolge des bolivianischen Fußballs auf internationaler Ebene sind der Gewinn des im eigenen Land ausgetragenen Campeonato Sudamericano 1963 durch die bolivianische Nationalmannschaft und die Finalteilnahme des Club Bolívar um die Copa Sudamericana 2004.

## Einheimische Meisterschaftsturniere
Für einen Vergleich der Vereinsmannschaften unter Turnierbedingungen wurde 1914 mit der Asociación de Fútbol de La Paz (AFLP) im Hauptstadtbezirk La Paz eine Liga auf regionaler Basis ins Leben gerufen, die in der Anfangszeit vom 1908 gegründeten Club The Strongest dominiert wurde. Ihr größter Rivale in den 1920er Jahren war die 1922 gegründete Mannschaft von Universitario de La Paz. Bereits in den 1930er Jahren entwickelte sich der 1925 gegründete Club Bolívar zum Hauptrivalen des Club The Strongest. In den frühen 1950er Jahren wurde die Regionalliga von La Paz durch das Torneo Integrado ersetzt, an dem auch Mannschaften aus anderen Teilen des Landes (Cochabamba und Oruro) teilnahmen, während die Regionen um Santa Cruz de la Sierra und Sucre zunächst weiterhin an ihren Regionalmeisterschaften auf Amateurbasis festhielten.
Das Torneo Integrado wurde noch bis 1976 ausgetragen und anschließend durch die 1977 eingeführte Liga de Fútbol Profesional Boliviano ersetzt, in der erstmals Mannschaften aus allen Teilen des Landes vertreten waren.

## Größte Erfolge im internationalen Fußball
Die größten Erfolge auf Vereinsebene erzielte der Club Bolívar. 2004 erreichte er die Finalspiele um die Copa Sudamericana. Nach einem 1:0-Hinspielsieg im heimischen Estadio Hernando Siles unterlag er im Rückspiel in der Bombonera mit 0:2 gegen den argentinischen Vertreter Boca Juniors. Zehn Jahre später stieß der Club Bolívar in der Copa Libertadores bis ins Halbfinale vor, wo er dem argentinischen Verein CA San Lorenzo de Almagro (0:5 und 1:0) unterlag.
Die Nationalmannschaft nahm dreimal an einer Fußball-Weltmeisterschaft teil. Nachdem sie bei ihren beiden ersten Teilnahmen (1930 und 1950) sämtliche Spiele verloren hatte und dabei nicht ein Tor erzielt hatte, zeigte sie sich 1994 stark verbessert: einer knappen 0:1-Niederlage gegen den noch amtierenden Weltmeister Deutschland folgte mit einem 0:0 gegen Südkorea der erste Punktgewinn und im letzten Gruppenspiel beim 1:3 gegen Spanien gelang der bisher einzige WM-Treffer.
Der bisher größte Erfolg der Nationalmannschaft gelang 1963 mit dem Gewinn der Copa América. Einem 4:4 im Auftaktspiel gegen Ecuador folgten Siege gegen Kolumbien (2:1), Peru (3:2), Paraguay (2:0), Argentinien (3:2) und Brasilien (5:4). Auch bei der zweiten in Bolivien ausgetragenen Copa América 1997 wusste La Verde zu überzeugen und erreichte nach dem Gewinn der Vorrundengruppe (1:0 gegen Venezuela, 2:0 gegen Peru, 1:0 gegen Uruguay) über Kolumbien (2:1 im Viertelfinale) und Mexiko (3:1 im Halbfinale) das Endspiel gegen Brasilien, das 1:3 verloren wurde.